# ITF Women’s World Tennis Tour 2021 (April–Juni)
In den folgenden Tabellen werden die Tennisturniere des zweiten Quartals der ITF Women’s World Tennis Tour 2021 dargestellt.

## Turnierplan
| Kategorien            | Kategorien           |
| World Tennis Tour 25+ | World Tennis Tour 15 |
| --------------------- | -------------------- |
| W100                  | —                    |
| W80                   | —                    |
| W60                   | —                    |
| W25                   | —                    |
| —                     | W15                  |

### April
| Datum 1 | Turnierort                                               | Siegerin Einzel          | Siegerinnen Doppel                                 |
| ------- | -------------------------------------------------------- | ------------------------ | -------------------------------------------------- |
| 5.4.    | Bellinzona ITF Women’s World Tennis Tour Bellinzona 2021 | Julia Grabher            | Anna Danilina Ekaterine Gorgodse                   |
| 5.4.    | Córdoba                                                  | Beatriz Haddad Maia      | Amina Anschba Panna Udvardy                        |
| 5.4.    | Scharm asch-Schaich                                      | Lee Ya-hsuan             | Alicia Barnett Lina Glushko                        |
| 5.4.    | Schymkent                                                | Jessie Aney              | Anschelika Issajewa Jekaterina Makarowa            |
| 5.4.    | Antalya                                                  | Andreea Roșca            | Lee So-ra Misaki Matsuda                           |
| 5.4.    | Monastir                                                 | Salma Djoubri            | Magali Kempen Chelsea Vanhoutte                    |
| 12.4.   | Oeiras Oeiras Ladies Open 2021                           | Polona Hercog            | Lidsija Marosawa Andreea Mitu                      |
| 12.4.   | Calvi                                                    | Walerija Sawinych        | Lina Gjorcheska Amandine Hesse                     |
| 12.4.   | Schymkent                                                | Jessie Aney              | Gösäl Ainitdinowa Schibek Qulambajewa              |
| 12.4.   | Antalya                                                  | Anastassija Soboljewa    | Shavit Kimchi Adrienn Nagy                         |
| 12.4.   | Monastir                                                 | Joanne Züger             | Paige Hourigan Alexandra Osborne                   |
| 12.4.   | Kairo                                                    | Elina Awanessjan         | Elina Awanessjan Park So-hyun                      |
| 19.4.   | Oeiras                                                   | Anhelina Kalinina        | Suzan Lamens Marina Melnikowa                      |
| 19.4.   | Antalya                                                  | Sada Nahimana            | Olivia Gadecki Sada Nahimana                       |
| 19.4.   | Monastir                                                 | Paige Hourigan           | Karola Patricia Bejenaru Ilona Georgiana Ghioroaie |
| 19.4.   | Kairo                                                    | Marija Timofejeva        | Elina Awanessjan Marija Timofejeva                 |
| 26.4.   | Zagreb Zagreb Ladies Open 2021                           | Anhelina Kalinina        | Barbara Haas Katarzyna Kawa                        |
| 26.4.   | Charlottesville Boar’s Head Resort Women’s Open 2021     | Claire Liu               | Anna Danilina Arina Rodionova                      |
| 26.4.   | Oeiras                                                   | María Gutiérrez Carrasco | Adrienn Nagy Park So-hyun                          |
| 26.4.   | Kairo                                                    | Elina Awanessjan         | Nicole Fossa Huergo Schibek Qulambajewa            |
| 26.4.   | Antalya                                                  | Olivia Gadecki           | María Paulina Pérez García Federica Rossi          |
| 26.4.   | Monastir                                                 | Monika Kilnarová         | Eva Vedder Stéphanie Visscher                      |

### Mai
| Datum 1 | Turnierort                                                   | Siegerin Einzel       | Siegerinnen Doppel                        |
| ------- | ------------------------------------------------------------ | --------------------- | ----------------------------------------- |
| 3.5.    | Charleston LTP Tennis $100K 2021                             | Claire Liu            | Catherine McNally Storm Sanders           |
| 3.5.    | Salinas                                                      | Mai Hontama           | Jodie Anna Burrage Paige Hourigan         |
| 3.5.    | Naples                                                       | Panna Udvardy         | Ulrikke Eikeri Catherine Harrison         |
| 3.5.    | Prag                                                         | Jule Niemeier         | Anna Bondár Kimberley Zimmermann          |
| 3.5.    | Kairo                                                        | Gergana Topalowa      | Oana Gavrilă Schibek Qulambajewa          |
| 3.5.    | Antalya                                                      | Polina Leikina        | Federica Bilardo Kryszina Dsmitruk        |
| 3.5.    | Ramat haScharon                                              | Valentina Ryser       | Jenny Dürst Nina Stadler                  |
| 3.5.    | Monastir                                                     | Angelica Raggi        | Gösäl Ainitdinowa Hanna Kubarawa          |
| 10.5.   | Bonita Springs FineMark Women’s Pro Tennis Championship 2021 | Katie Volynets        | Erin Routliffe Aldila Sutjiadi            |
| 10.5.   | La Bisbal d’Empordà Solgironès Open Catalunya 2021           | Irina Chromatschowa   | Walentina Iwachnenko Andreea Prisăcariu   |
| 10.5.   | Saint-Gaudens Engie Open Saint-Gaudens 31 Occitanie 2021     | Clara Burel           | Estelle Cascino Jessika Ponchet           |
| 10.5.   | Salinas                                                      | Lucrezia Stefanini    | Rasheeda McAdoo Conny Perrin              |
| 10.5.   | Antalya                                                      | Cristina Dinu         | Gabriela Cé Cristina Dinu                 |
| 10.5.   | Jerusalem                                                    | Shavit Kimchi         | Emily Appleton Alicia Barnett             |
| 10.5.   | Monastir                                                     | Hanna Kubarawa        | Lauren Proctor Anna Ulyashchenko          |
| 17.5.   | Platja d’Aro                                                 | Rebeka Masarova       | Justina Mikulskytė Oana Georgeta Simion   |
| 17.5.   | Pelham                                                       | Panna Udvardy         | Fernanda Contreras Gómez Marcela Zacarías |
| 17.5.   | Iraklio                                                      | Lena Papadakis        | Melania Delai Vanda Lukács                |
| 17.5.   | Antalya                                                      | Cristina Dinu         | Katharina Hobgarski Ylena In-Albon        |
| 17.5.   | Tiflis                                                       | Weronika Falkowska    | Jenny Dürst Weronika Falkowska            |
| 17.5.   | Monastir                                                     | Olga Helmi            | Emma Davis Anna Ulyashchenko              |
| 17.5.   | Šibenik                                                      | Dea Herdželaš         | Petra Marčinko Natália Szabanin           |
| 24.5.   | Otočec                                                       | Miriam Kolodziejová   | Federica Di Sarra Camilla Rosatello       |
| 24.5.   | Liepāja                                                      | Daniela Vismane       | Oqgul Omonmurodova Walentina Iwachnenko   |
| 24.5.   | Iraklio                                                      | Ioana Gașpar          | Anastasia Dețiuc Lexie Stevens            |
| 24.5.   | Schymkent                                                    | Schibek Qulambajewa   | Martyna Kubka Schibek Qulambajewa         |
| 24.5.   | Antalya                                                      | Ylena In-Albon        | Fiona Ganz Kim Da-bin                     |
| 24.5.   | Santa Margarida de Montbui                                   | Justina Mikulskytė    | Victoria Bosio Justina Mikulskytė         |
| 24.5.   | Monastir                                                     | Himeno Sakatsume      | Dalayna Hewitt Chiara Scholl              |
| 24.5.   | Šibenik                                                      | Léolia Jeanjean       | Petra Marčinko Natália Szabanin           |
| 31.5.   | Kasan                                                        | Hanna Kubarawa        | Nigina Abduraimova Angelina Gabujewa      |
| 31.5.   | Grado                                                        | Nuria Párrizas Díaz   | Lucia Bronzetti Isabella Schinikowa       |
| 31.5.   | Santo Domingo                                                | Conny Perrin          | Erina Hayashi Kanako Morisaki             |
| 31.5.   | Otočec                                                       | Maryna Zanevska       | Ulrikke Eikeri Réka Luca Jani             |
| 31.5.   | Iraklio                                                      | Darja Astachowa       | Julia Kimmelmann Anna Popescu             |
| 31.5.   | Schymkent                                                    | Anastassija Soboljewa | Martyna Kubka Schibek Qulambajewa         |
| 31.5.   | Banja Luka                                                   | Anna Gabric           | Nicole Fossa Huergo Bojana Marinković     |
| 31.5.   | Antalya                                                      | Hurricane Tyra Black  | Sára Bejlek Doğa Türkmen                  |
| 31.5.   | Monastir                                                     | Himeno Sakatsume      | Sakura Hosogi Himeno Sakatsume            |

### Juni
| Datum 1 | Turnierort                                                                 | Siegerin Einzel                | Siegerinnen Doppel                          |
| ------- | -------------------------------------------------------------------------- | ------------------------------ | ------------------------------------------- |
| 7.6.    | Madrid                                                                     | Robin Anderson                 | Destanee Aiava Olivia Gadecki               |
| 7.6.    | Santo Domingo                                                              | Ana Sofía Sánchez              | Emina Bektas Quinn Gleason                  |
| 7.6.    | Montemor-o-Novo                                                            | Beatriz Haddad Maia            | Ulrikke Eikeri Valentini Grammatikopoulou   |
| 7.6.    | Iraklio                                                                    | Jéssica Bouzas Maneiro         | Jessie Aney Michaela Bayerlová              |
| 7.6.    | Monastir                                                                   | Miharu Imanishi                | Miharu Imanishi Haine Ogata                 |
| 7.6.    | Antalya                                                                    | Vanda Lukács                   | Federica Bilardo Taylor Ng                  |
| 7.6.    | Vilnius                                                                    | Dea Herdželaš                  | Jekaterina Makarowa Anna Morgina            |
| 14.6.   | Nottingham Nottingham Trophy 2021                                          | Alison Van Uytvanck            | Monica Niculescu Elena-Gabriela Ruse        |
| 14.6.   | Staré Splavy Mácha Lake Open 2021                                          | Zheng Qinwen                   | Valentini Grammatikopoulou Richèl Hogenkamp |
| 14.6.   | Sumter                                                                     | Peyton Stearns                 | Emina Bektas Catherine Harrison             |
| 14.6.   | Madrid                                                                     | Amandine Hesse                 | Ashley Lahey Olivia Tjandramulia            |
| 14.6.   | Jönköping                                                                  | Darja Astachowa                | Cristiana Ferrando Oana Georgeta Simion     |
| 14.6.   | Denain                                                                     | Dalma Gálfi                    | Anna Danilina Walerija Strachowa            |
| 14.6.   | Figueira da Foz                                                            | Tessah Andrianjafitrimo        | Alicia Barnett Olivia Nicholls              |
| 14.6.   | Antalya                                                                    | Ilona Georgiana Ghioroaie      | Jessie Aney Christina Rosca                 |
| 14.6.   | Monastir                                                                   | Mell Elizabeth Reasco González | Sophia Biolay Emmanuelle Girard             |
| 21.6.   | Charleston LTP Tennis $60K 2021                                            | Despina Papamichail            | Fanny Stollár Aldila Sutjiadi               |
| 21.6.   | Klosters ITF Women’s Open Klosters 2021                                    | Ylena In-Albon                 | Amina Anschba Anastasia Dețiuc              |
| 21.6.   | Périgueux                                                                  | Diane Parry                    | Diane Parry Margot Yerolymos                |
| 21.6.   | Porto                                                                      | Mai Hontama                    | Arianne Hartono Yuriko Miyazaki             |
| 21.6.   | Alkmaar                                                                    | Quirine Lemoine                | Quirine Lemoine Gabriella Mujan             |
| 21.6.   | L’Aquila                                                                   | Tatiana Pieri                  | Tamara Čurović Natalia Siedliska            |
| 21.6.   | Monastir                                                                   | Valeria Bhunu                  | Mariana Dražić Sabina Sharipova             |
| 21.6.   | Antalya                                                                    | Rosa Vicens Mas                | Başak Eraydın Amarissa Kiara Tóth           |
| 28.6.   | Montpellier Open Montpellier Méditerranée Métropole Hérault Occitanie 2021 | Anhelina Kalinina              | Estelle Cascino Camilla Rosatello           |
| 28.6.   | Breslau                                                                    | Chloé Paquet                   | Ania Hertel Martyna Kubka                   |
| 28.6.   | Den Haag                                                                   | Quirine Lemoine                | Marie Benoît Ioana Loredana Roșca           |
| 28.6.   | Palma del Río                                                              | Rebeka Masarova                | Eri Hozumi Walerija Sawinych                |
| 28.6.   | Antalya                                                                    | Ilona Georgiana Ghioroaie      | Julie Belgraver Amarissa Kiara Tóth         |
| 28.6.   | Prokuplje                                                                  | Darja Semeņistaja              | Ioana Gașpar Jekaterina Wischnewskaja       |
| 28.6.   | Monastir                                                                   | Elizabeth Mandlik              | Anastasia Nefedova Laetitia Pulchartová     |